# 149160 Geojih
149160 Geojih è un asteroide della fascia principale. Scoperto nel 2002, presenta un'orbita caratterizzata da un semiasse maggiore pari a 2,7902999 au e da un'eccentricità di 0,0701912, inclinata di 4,50924° rispetto all'eclittica.